# Pontos
Pontos (gr. Πόντος Pontos, łac. Pontus) – w mitologii greckiej bóg pramorza, należący do rzędu bogów pierwotnych (protogenoi).
Według Hezjoda miała począć go Ziemia (Gaja) w akcie samorództwa (Theogonia 132). Następnie jako jej małżonek spłodził z nią dwie córki: Eurybię i Keto, oraz trzech synów: Nereusa, Taumasa oraz Forkosa, którzy byli bóstwami morskimi (Theogonia 233-239), a także na wpół rybich telchinów. Z Talassą miał być natomiast ojcem ryb.
W odróżnieniu od Okeanosa – boga morza zewnętrznego, czyli wód opływających Ziemię, był bogiem niedostępnego ludziom morza wewnętrznego w trzewiach Ziemi. Z upływem czasu jego imię stało się ogólnym określeniem akwenu morskiego – np. Axeinos Pontos, Euxeinos Pontos. Pochodną jest także nazwa nadczarnomorskiej krainy Pont. 